# Melanargia evartianae
Espèce
Melanargia  evartianae est une espèce d'insectes lépidoptères (papillons) appartenant à la famille des Nymphalidae, à la sous-famille des Satyrinae et au genre Melanargia.

## Dénomination
Melanargia evartianae a été nommé en 1976 par Sigbert Wagener (d) (1919-2004).

### Sous-espèce
Melanargia sadjadii était jusqu'en  1996 considéré comme une sous-espèce de Melanargia evartianae, sous le taxon Melanargia evartianae sadjadii.

## Description
C'est un papillon de taille moyenne qui présente sur le dessus un damier blanc dessiné par des limites en noir, un discret ocelle à l'apex des antérieures et une ligne d'ocelles submarginaux aux postérieures.

## Écologie et distribution
Melanargia evartianae est présent dans le nord de Iran, dans les monts Talysh.

### Biotope
Il réside dans des lieux secs et fleuris.